# Le Petit Cirque de toutes les couleurs
 (juillet 2025).
Pour plus de détails, voir Fiche technique et Distribution.
Le Petit Cirque de toutes les couleurs est un film français d'animation  réalisé par Jacques-Rémy Girerd et Patrick Deniau, sorti en 1987.
C'est un comte poétique et pacifiste. Il a remporté le César du meilleur court métrage d'animation en 1988.

## Synopsis
Un garçon enfermé dans le métro erre dans les couloirs, et tombe dans la loge d'un clown. Il se retrouve sur la piste d'un cirque.

## Fiche technique
- Réalisation : Jacques-Rémy Girerd et Patrick Deniau
- Scénario : Jacques-Rémy Girerd
- Type : Animation en volume
- Durée : 8 minutes

## Distinctions
- 1988 : César du meilleur court métrage d'animation